# Sugambrer

Das römische Gallien und rechtsrheinische Germanien um das Jahr 70 n. Chr.

Die Sugambrer (auch: Sigambrer, Sygambrer, lateinisch Sigambri, Sicambri, altgriechisch Σύγαμβροι) waren ein westgermanischer Stamm, der somit nach Caesars Definition rechts des Rheins in der Germania magna lebte. Teils wird auch die Bezeichnung Gambrivier synonym verwendet, wobei bis heute unklar ist, ob die synonyme Verwendung zutreffend ist oder es sich um einen eigenständigen Stamm der Gambrivier oder möglicherweise eigenen Stammesteil der Sugambrer handelt.

## Siedlungsgebiet
Der genaue Ursprung der Sugambrer ist nicht bekannt, es wird jedoch vermutet, dass sie ursprünglich vom Niederrhein oder dem Gebiet zwischen Rhein und Lippe stammten. Anhand historischer Beschreibungen, zwischenzeitlicher archäologischer Bodenbefunde und geographischer Marken wie Flüsse lässt sich das Gebiet der Sugambrer heute ungefähr eingrenzen.
Tacitus ordnet die Sugambrer zunächst als den Istvaeonen zugehörig ein durch Bezugnahme auf die Sage vom germanischen Gott Tuisto. Dessen Sohn Mannus wurden drei Söhne zugeschrieben, nach deren Namen die dem Meer am nächsten gelegenen Ingaevonen, die mittleren (d. h. im Landesinnern lebenden) Herminonen und die am Rhein lebenden Istaevonen genannt wurden. Cassius Dio spricht bei der Schilderung des Drusus-Feldzuges 11 v. Chr. davon, dass „eine Brücke über die Lippe“ geschlagen wurde und man darüber „in das Land der Sugambrer vorrückte“. Sodann schildert er, dass auf dem Rückweg in die Winterlager „zwischen Lippe und Ruhr im Gebiet der Sugambrer“ ein Militärlager errichtet wurde. Das Land der Sugambrer befand sich damit jedenfalls südlich der Lippe und nördlich der Ruhr, so dass dieses Gebiet als „Kernland“ der Sugambrer betrachtet wird.
Das Siedlungsgebiet der Sugambrer grenzte im Süden an das der Ubier an. Von Caesar wissen wir, dass er „durch das Gebiet der Ubier“ zog, als er die Sugambrer angriff und sich danach zu den Ubiern zurückzog (se in fines Ubiorum recepit). Caesar nahm einen sicheren Übersetz- und Aufstellungsort im Gebiet der befreundeten Ubier und zog dann über deren Gebiet in das Gebiet des Feindes. Insgesamt gab Caesar an, 18 Tage im rechtsrheinischen Gebiet gewesen zu sein (diebus omnino XVIII trans Rhenum consumptis), in denen er in das Gebiet der Sugambrer gezogen, dieses verwüstet, die Felder abgeerntet hat und zu den Ubiern zurückgezogen ist. Dabei gab Caesar an, nur „wenige Tage“ im Gebiet der Sugambrer gewesen zu sein (Caesar paucos dies in eorum finibus moratus omnibus vicis aedificiisque incensis frumentisque succisis …). Das Gebiet der Ubier grenzte nach Cäsars Beschreibung direkt an den Rhein, denn Caesar sprach vom „Ubischen Ufer“ (quae ripas Ubiorum), wohingegen die  Sugambrer nach Cäsar „in der Nähe des Rheins“ siedelten. Da die Sugambrer nach Tacitus ebenfalls Rheinanlieger waren, das Kernland zwischen Lippe und Ruhr lag und sie sich zudem nach Caesar zu den im heutigen Mittel- und Ostdeutschland lebenden Sueben flüchteten, lag das Gebiet der Sugambrer östlich und nördlich der Ubier. Das Gebiet der südlich lebenden Ubier kann anhand von Münzfunden konkret eingegrenzt werden. So finden sich ubische Münzen (ubische EL/AR-Rbs dlT 9441/F 399 (Mardorf-Typ)) bei Beckinghausen (kleine Funde) und Bochum (kleine Funde). Den Fundplätzen nach wäre die nördlichste Ausdehnung des ubischen Gebietes – und damit die südliche Grenze des Sugambrerlandes – demnach die Ruhr. Die Ruhr als Grenzfluss zum Gebiet der Sugambrer wird auch in der Literatur häufig angenommen.
Das Gebiet der Sugambrer umfasste damit das Gebiet zwischen Lippe (Nordgrenze) und Ruhr (Südgrenze) sowie entlang des „Ruhrbogens“ vom Rhein bis ins Sauerland und Siegerland. Das Gebiet „umfasste“ somit das der Ubier in einem Bogen von Duisburg bis Brilon und möglicherweise bis Siegen herunter an das Oberbergische Land angrenzend. Die Südgrenze des Kernlandes war jedoch an der Ruhr erreicht.
Die Sugambrer wurden vollständig oder nur zum Teil, unter Tiberius im Jahre 7 v. Chr. in linksrheinische Gebiete an die Maas in das Gebiet der Sunuker umgesiedelt. Strabon zählte die Sugambrer gemeinsam mit den Kimbern zu einer germanischen Stammesgruppe, die zwischen Rheinnähe und Nordsee ansässig war. Die Sugambrer sollen als erste der germanischen Stammesverbände Könige gehabt haben.

## Geschichte
Die Entstehung des Stammes ist nicht endgültig geklärt. Wahrscheinlich knüpfte die Stammesbildung an vorhandene keltische Siedlungs- und Wirtschaftsstrukturen im Sauerland und Siegerland an. Die Sugambrer waren vermutlich an der Gewinnung oder am Handel mit Blei aus der Gegend von Brilon beteiligt. Um 55 v. Chr. wurden sie bei den Römern erwähnt, weil sie den diesen unterlegenen Usipetern und Tenkterern Aufnahme gewährten und unter Berufung auf die Rheingrenze deren Auslieferung verwehrten. Im Jahre 53 v. Chr. griffen sie das römische Militärlager bei Atuatuca im linksrheinischen Gallien an, das unter der militärischen Führung von Quintus Tullius Cicero stand.
Im Jahre 16 v. Chr. töteten Sugambrer, Usipeter und Tenkterer Römer im rechtsrheinischen Germanien, führten anschließend einen Plünderungszug nach Gallien durch und besiegten die sie verfolgenden römischen Truppen des Statthalters Marcus Lollius, darunter die V. Legion (clades Lolliana). Diese Niederlage war unzweifelhaft ein schwerer Schlag für das imperiale Prestige des Augustus. Die Germanen entzogen sich der Auseinandersetzung und gingen einen (Schein-)Frieden ein.
Das Legionslager Vetera kontrollierte gegenüber der Lippemündung die Siedlungsgebiete der rechtsrheinischen Stämme der Sugambrer, Brukterer, Tenkterer und Usipeter. Es waren genau diese Völkerschaften, auf deren Konto die Einfälle in Gallien gingen. Durch das Lippetal war eine Verbindung Veteras mit der Westfälischen Bucht gegeben.
Sugambrer unter ihrem König Maelo (oder Melo) und mit ihnen verbündete Tenkterer und Usipeter brachen im Jahre 12 v. Chr. erneut in Gallien ein, als dort aufgrund des ersten Provinzialcensus schwere Unruhen herrschten. Drusus drängte mit einem Truppenaufgebot die Eindringlinge zurück und eröffnete auf der anderen Rheinseite unmittelbar nach dem 1. August 12 v. Chr. eine Strafexpedition, die den Beginn der Drusus-Feldzüge (12 bis 8 v. Chr.) markierte. Der Einmarsch in Germanien ging von niederrheinischem Gebiet zunächst in das Land der Usipeter (Südosten der heutigen Provinz Gelderland), dann gegen die zwischen Lippe und Ruhr siedelnden Sugambrer (die Strabon als Verursacher für den Kriegsausbruch bezeichnet). Die endgültige Unterwerfung der Sugambrer gelang aber erst Tiberius im Jahr 8 v. Chr. der Stammesteile in linksrheinisches Gebiet in etwa ins Land der Sunuker umsiedelte. In der Gegend von Xanten gründeten sie eine Siedlung, aus der die Colonia Ulpia Traiana hervorging. Um diese Zeit wurde auch das Römerlager Oberaden aufgegeben, vermutlich weil es seine Funktion verloren hatte.
Im Jahr 1 n. Chr. beteiligten sich die Sugambrer wohl am immensum bellum (1–5 n. Chr.), einem Aufstand germanischer Stämme. Deudorix, Neffe des früheren Königs Maelo, wurde 17 n. Chr. im Triumphzug des Germanicus in Rom als Gefangener mitgeführt. Der Name der Sugambrer erhielt sich in der späteren Stammestradition der Franken, so wurde Chlodwig I. bei seiner Taufe vom Bischof von Reims noch als „tapferer Sugambrer“ angesprochen.

## Identifikation der Sugambrer mit anderen Stämmen
Der im Gebiet der späteren Colonia Ulpia Traiana ansässige Stamm der Cugerner (evtl. „die Kuhreichen oder Kuhgierigen“) oder Cuberner ging vermutlich aus den dort angesiedelten Sugambrern hervor. Des Weiteren sind einige Forscher der Meinung, die Sugambrer seien mit den bei Tacitus erwähnten Gambriviern oder Gamabriviern identisch, einem der Stämme, die gemeinsam mit Marsern, Sueben und Vandiliern behaupteten, vom Gott Mannus abzustammen.
Plinius der Ältere berichtete, dieser Stamm siedele direkt am Rhein, während Strabon ihn gemeinsam mit Cheruskern und Chatten an der Weser lokalisierte. Daneben existiert die Auffassung, die Marser seien mit den Sugambrern zu identifizieren, die an der Umsiedlung auf die linke Rheinseite nicht teilgenommen hatten.

## Bedeutung des Namens
Der Name der Sugambrer ist in verschiedenen Schreibweisen überliefert; so ist unter anderem von „Sugambri“, „Sygambri“, „Sigambri“, „Sugambroi“, „Sugumbri“, „Sucambri“ und „Sycambres“ die Rede. Dies erschwert eine genaue etymologische Deutung des Namens, zumeist aber werden die Sugambrer und Gambrivier zu einer germanischen Wurzel „*Gambra“ („kraftvoll, tatkräftig, Eifer“) gestellt. Daneben gibt es aber auch verschiedene Deutungen des Namens aus dem Keltischen, zum Beispiel aus einer Wurzel „*cam“. „Su-“ ist ein gebräuchliches keltisches Präfix mit der Bedeutung „gut“ oder „stark“. Die Verbindung des Stammesnamens der Sugambrer mit den Regionen Sauerland, Siegerland oder dem Fluss Sieg sind rein spekulativ und etymologisch wenig schlüssig.

## Bekannte Angehörige der Sugambrer
Einige Sugambrer wurden im Tatenbericht des Augustus und bei Strabon namentlich genannt: Maelo, König oder Fürst der Sugambrer, unter dessen Befehl sie um 12 v. Chr. in Gallien einfielen, dessen Bruder Baitorix sowie dessen Sohn Deudorix.